# Sunbrain
Sunbrain（サンブレイン）は、北海道出身の2人組宅録ユニットである。
2004年に結成され、2005年にデフスターレコーズよりメジャーデビュー。5枚のシングル、1枚のアルバムをリリースし、2009年に活動休止を発表。
2011年10月20日にメンバーの南ヤスヒロが事故により死去したため、事実上の解散となった。以後、丸谷学は丸谷マナブとしてソロのシンガー・コンポーザーとして活動中。

## メンバー
- 南ヤスヒロ（作詞・作曲・Programing・Drum・Vocal・Chorus） - 北海道置戸町出身
  - 楽曲提供
    - 平井堅 「style」 作曲
    - 中島美嘉 「MY MEDICINE」「ISOLATION」 作曲
    - BILLY’S BOOTCAMP 「BOOM BOOM WONDERLAND」 作曲
    - SMAP 「Love loser」 作曲
    - May J. 「Baby I Luv you」 作曲
- 丸谷学（作詞・作曲・Programing・Guitar・Bass・Vocal・Chorus） - 北海道札幌市厚別区出身
  - 楽曲提供 - 丸谷マナブを参照

## ディスコグラフィー

### シングル
- emotion（2005年2月9日）
  1. emotion（アニメ「冒険王ビィト」オープニングテーマ）
  2. クライテリア
- wish men（2005年6月8日）
  1. wish men（アニメ「冒険王ビィト」オープニングテーマ）
  2. エヴァネス
- グーテンモルゲン（2006年2月22日）
  1. グーテンモルゲン(single ver.)
  2. グーテンモルゲン
  3. style(sunbrain selfcover ver.)
  4. グーテンモルゲン(single ver. Original Instrumental)
- 僕&Harmony（2007年6月13日）
  1. 僕&Harmony
  2. ハレルヤ
  3. connection!
  4. 僕&Harmony viral movie（CD-Extra）
- Go To Fly（2007年8月29日）
  1. Go To Fly（アニメ「デルトラクエスト」エンディングテーマ）
  2. Digest from rainbow album

### アルバム
- rainbow album（2007年9月19日）
  1. emotion（album ver.）
  2. 僕&Harmony
  3. クライテリア
  4. Go To Fly
  5. wish men
  6. ハレルヤ
  7. clapper & clapper
  8. Houston
  9. 祈り
  10. 僕のライオン
  11. 不埒な男
  12. グーテンモルゲン
  13. what future waits
  14. Watch the TV
  15. 銀河線